# Konoplianka
Konoplianka (en rus: Коноплянка) és un poble de l'óblast d'Uliànovsk, a Rússia, que en el cens del 2010 tenia 57 habitants. Pertany al districte d'Inza.